# Kaimri
Koordinaten: 58° 4′ N, 22° 12′ O

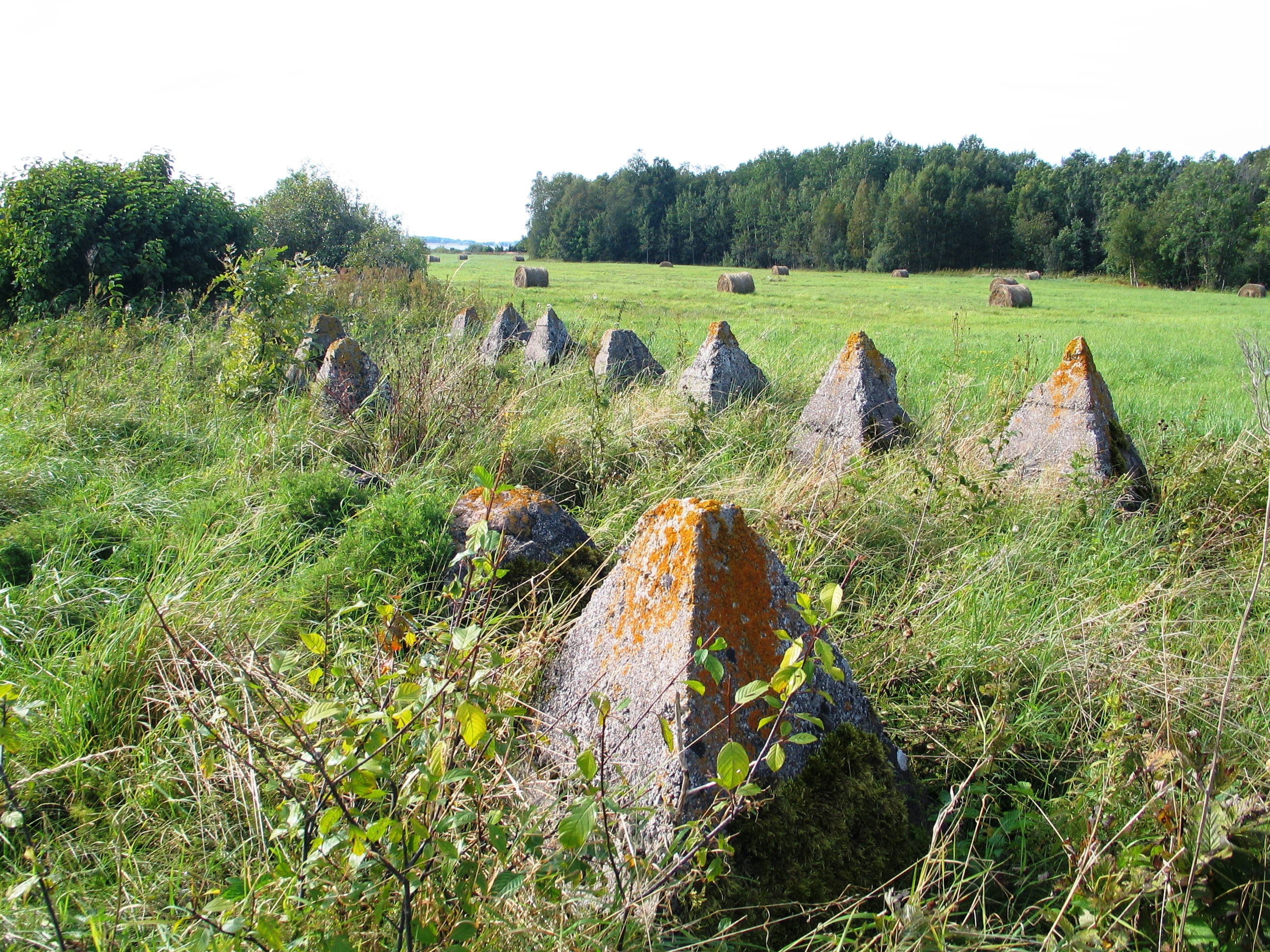
Überreste der Panzerabwehrlinie aus dem Zweiten Weltkrieg

Kaimri (deutsch Kaimern) ist ein Dorf (estnisch küla) auf der größten estnischen Insel Saaremaa. Es gehört zur Landgemeinde Saaremaa (bis 2017: Landgemeinde Salme) im Kreis Saare.

## Beschreibung
Der Ort an der Ostküste der Halbinsel Sõrve hat sieben Einwohner (Stand 31. Dezember 2011). Er liegt 26 Kilometer südwestlich der Inselhauptstadt Kuressaare.
In der zweiten Hälfte des 19. Jahrhunderts befand sich am Ort eine kleine orthodoxe Schule. Sie stellte 1872 ihren Unterricht ein.

## Panzerabwehrlinie
Zwischen Kaimri an der Ostküste und dem knapp drei Kilometer entfernten Lõpe an der Westküste der Halbinsel verlief eine zweireihige Panzerabwehrlinie aus Betonpyramiden, die die Rote Armee im Oktober 1941 gegen die deutsche Wehrmacht errichten ließ. 1944 verstärkten die deutschen Truppen diese Linie als Abwehr gegen die sowjetischen Streitkräfte.
Während des Zweiten Weltkriegs fanden an dieser schmalen Landenge erbitterte Kämpfe zwischen deutschen und sowjetischen Truppen statt. An sie erinnert ein 1969 errichtetes kleines Denkmal bei Lõpe.